# Florence Craye
Lady Florence Craye ist eine wiederkehrende fiktive Figur in den komischen Romanen und Erzählungen des britisch-amerikanischen Schriftstellers P. G. Wodehouse. P. G. Wodehouse lässt sie erstmals in der 1916 erstveröffentlichten Kurzgeschichte Jeeves übernimmt das Ruder  auftreten und sie ist eine der Protagonistinnen in seinem letzten vollendeten Roman Fünf vor 12, Jeeves, der 1974 erstveröffentlicht wurde.

## Charakterisierung
Lady Florence Craye ist die Tochter von Percy, Earl of Worplesdon. Berties Tante Agatha, die in zweiter Ehe den Earl of Worplesdon heiratet, wird zu ihrer Stiefmutter. Ihr Bruder Edwin Craye ist nicht nur Erbe des Adelstitels, sondern auch Pfadfinder, der mit seinen guten Taten im steten Rückstand ist.
Lady Florence wird als platinblonde Frau mit einem beeindruckenden Profil beschrieben. Von ihrem ersten Auftreten an ist sie von energischer Durchsetzungskraft und großem Ehrgeiz. Obwohl sie sich wiederholt verlobt, bleibt sie im Werk von Wodehouse unverheiratet.
In Jeeves übernimmt das Ruder ist Bertie Wooster noch überaus williger Verlobter von Lady Florence.  Sein neu eingestellter Kammerdiener Jeeves zeigt allerdings bereits zu Beginn an Zweifel an Berties Wahl: Er war Angestellter ihres Vaters und kennt den dominanten Charakter von Lady Florence daher aus eigener Anschauung. Es ist dem Eingreifen von Jeeves zu verdanken, das es zur Auflösung des Verlöbnis kommt. Florence Craye macht zur Bedingung für eine Fortsetzung des Verlöbnisses, dass Bertie verhindert, dass sein Onkel seine skandalösen Memoiren veröffentlicht, denn in nahezu jeder der wilden Geschichten, von denen Berties Onkel zu erzählen weiß, spielt auch ihr Vater Lord Worplesdon eine Rolle. Jeeves sorgt schließlich dafür, dass das Manuskript bei seinem Verleger landet und dass es infolgedessen zur Auflösung der Verlobung kommt. Berties Kummer darüber ist kurz: eine erneute Auseinandersetzung mit dem religionsphilosophischen Werk, das Lady Florence ihm ans Herz gelegt hat, nämlich Types of Ethical Theory von James Martineau, macht ihm deutlich, dass Lady Florences Anstrengungen, sein Niveau zu heben, sehr anstrengend werden würden.
Eine drohende Wiederverlobung mit Florence Craye ist eines der wesentlichen Motive des 1946 erstmals veröffentlichten Romans Ohne mich, Jeeves! von P. G. Wodehouse.  Bertie Wooster setzt in diesem Roman alles daran, dass Florence Craye ihre Verlobung mit seinem ehemaligen Studienkollegen D’Arcy 'Stilton' Cheesewright aufrechterhält. Florence Craye dagegen steht unter dem Eindruck, dass ihre Erziehungsanstrengungen während ihrer kurzen Verlobungszeit bei Bertie Wirkung gezeigt haben und Bertie sich aktuell mit Spinoza auseinandersetze. Für sie ist dies der Anlass für ihren Willen, die Verlobung mit Bertie wieder aufleben zu lassen, sollte ihre Beziehung zu D’Arcy Cheesewright scheitern.
Bertie ist unwilliger Verlobter von Lady Florence in den Romanen Ohne Butler geht es nicht (Ersterscheinungsjahr 1971) und Fünf vor Zwölf, Jeeves (Ersterscheinungsjahr 1974). In letztgenannten Roman ist ihre Wiederverlobung mit Bertie allerdings äußerst kurz – ähnlich wie bei Madeline Bassett in SOS, Jeeves! reicht bereits der kurze Hinweis auf eine mögliche Kleptomanie bei Bertie, um die Verlobung zu beenden.
Neben Bertie und D’Arcy 'Stilton' Cheesewright gibt es eine Reihe weiterer Exverlobter:
- Boko Fittleworth’ Verlobung mit Lady Florence wird in Ohne mich, Jeeves! kurz erwähnt. Auch er durfte sich während seiner Verlobungszeit mit Types of Ethical Theory auseinandersetzen.
- Percy Gorringe wirbt bereits in Adel vergisst sich um Florence Craye und nimmt es auf sich, ihren Roman Spindrift auf die Bühne zu bringen. In Ohne Butler geht es nicht lernt der Leser jedoch, dass aus der Ehe nichts wurde, weil das Theaterstück wegen Misserfolgs bereits nach der dritten Vorstellung abgesagt werden muss.
- Ähnliche Erfolglosigkeit führt zur Auflösung des Verlöbnisses mit einem namentlich nicht genannten Gentleman, der am Grand National teilnahm, dabei jedoch vom Pferd stürzte.

## Trivia
- In den Romanen um Bertie Wooster und seinen Kammerdiener Jeeves gibt es eine weitere Frauenfigur, die auf Bertie Wooster als Ersatzverlobten mehrfach zurückgreift. In den vier sogenannten Totleigh Towers-Romanen um Tante Dahlia ist auf Grund eines Missverständnisses Madeline Bassett zu der Überzeugung gelangt, dass Bertie sie innig liebt. Immer wenn ihre Beziehung zu Gussie Fink-Nottle zu scheitern droht, entsteht für Bertie das Risiko, dass er Madeline vor den Traualtar führen muss. Entsprechend setzt er in den Romanen Dann eben nicht, Jeeves, Alter Adel rostet nicht, Jeeves wirkt Wunder und SOS, Jeeves! alles darin, dass diese Beziehung aufrechterhalten wird.
- In der britischen Fernsehserie Jeeves and Wooster – Herr und Meister ist Lady Florence abweichend von der Romanvorlage die Nichte von Sir Watkyn Bassett.
- P. G. Wodehouse hat das Motiv von skandalösen Memoiren auch in den Romanen aufgegriffen, die auf Blandings Castle spielen. In Sommerliches Schlossgewitter und Sein und Schwein sind es die Erinnerungen des lebenslustigen Galahad Threepwood, Bruder des verschusselten Lord Emsworth und der ehrwürdigen Lady Constance, deren Veröffentlichung verhindert werden müssen. Gefürchtet wird die Veröffentlichung insbesondere von Sir Gregory Parsloe-Parsloe, dem ewigen Gegenspieler von Lord Emsworth und Sir Galahad – er blickt auf eine besonders bewegte Jugend zurück. Schließlich ist es Lord Emsworth Lieblingsschwein, die Kaiserin von Blandings, die das Manuskript in ihrem Futtertrog vorfindet und dieses frisst.

## Einzelbelege
1. ↑  E. McIlvaine, L. S. Sherby, J. H. Heineman: P.G. Wodehouse: A comprehensive bibliography and checklist. James H. Heineman, New York 1990, ISBN 0-87008-125-X, S. 80–81.